# Saint-Étienne-de-Serre
 Saint-Étienne-de-Serre  es una población y comuna francesa, ubicada en la región de Ródano-Alpes, departamento de Ardèche, en el distrito de Privas y cantón de Saint-Pierreville.

## Demografía
| 336 | 317 | 254 | 192 | 186 | 172 |
| Para los censos de 1962 a 1999 la población legal corresponde a la población sin duplicidades (Fuente: INSEE [Consultar]) |     |     |     |     |     |